# 印度䴓
，是雀形目䴓科的一种鸟类。

## 特征
印度䴓体重约19.62克，翼长约74.2毫米，嘴峰长约18.4毫米，喙宽度约3.5毫米，喙厚度约3.4毫米，跗蹠长约18.5毫米，尾长约38.1毫米。印度䴓在其分布区内为留鸟，其栖息在密集的高大树木组成的森林中，食性为肉食性，主要食物来源是陆生无脊椎动物。

## 分布
印度北部和中部的山麓。该物种的模式产地在孟加拉。